# 岡山県立岡山東商業高等学校
岡山県立岡山東商業高等学校（おかやまけんりつ おかやまひがししょうぎょうこうとうがっこう）は、岡山県岡山市中区東山にある県立の高等学校である。通称は「東商（ひがししょう）」。

## 概観
同校は1898年（明治31年）に岡山県商業学校として創立して以来、岡山県内の商業教育の拠点として120年の歴史を有し、約3万人の卒業生がいる。地域経済の活性化に貢献する高度な職業人の育成を標榜し、現在ではビジネス創造科と情報ビジネス科の2学科を持っている。バレーボール部やソフトボール部ボート部をはじめとして部活動も盛んに行われており、特に野球部は、1965年（昭和40年）の第37回選抜高等学校野球大会で優勝している。

### 教育の特色
ビジネス創造科と情報ビジネス科の2学科を設置している。ビジネス創造科は国公立・私立大学進学を目標とした「アドバンス」、製造・卸売・小売・販売・サービス業就職を目標として商品・流通科目を重点化した「総合ビジネス」、簿記・会計のエキスパートとして日商簿記検定取得や専門学校・経営学部の大学進学を目指す「会計ビジネス」の三類型がある。
2年次からの選択制としている。情報ビジネス科ではWebプログラミングやネットワークの構築等の授業を重点化している。いずれも生徒の多様な進路に対応するカリキュラムが組まれている。また、教育の一環として、模擬会社を設立し生徒に商品提案・企画・販売を担わせる企業実践も行われており、毎年11月頃には「東商デパート」と称するイベントを開催し、各クラスでの店舗経営を実施している。
平成29年度は11月18日（土）開催。

### 教育目標
「個性の伸長を図り、社会の発展に創造的に寄与できる心身ともに健全で人間性豊かな活力ある人材を育成する。」

## 沿革

### 年表
- 1898年 - 岡山県商業学校として創立
- 1899年 - 「商業学校規定」により甲種商業学校となる
- 1900年 - 内山下新校舎に移転
- 1901年 - 岡山県立商業学校に改称
- 1919年 - 岡山県商業学校に改称
- 1920年 - 岡山県岡山商業学校に改称
- 1928年 - 岡山県第一岡山商業学校に改称　岡山県第二岡山商業学校を併置
- 1945年 - 岡山県第二岡山商業学校を閉校
- 1946年 - 岡山県第二岡山商業学校が現在の岡山市中区原尾島に復活
- 1948年 - 学制改革により岡山県第一岡山商業学校を岡山県立岡山商業高等学校　岡山県第二岡山商業学校を岡山県立岡山産業高等学校に改称
- 1949年 - 岡山県立岡山商業高等学校と岡山県立岡山産業高等学校が統合され岡山県立岡山東高等学校となる
- 1953年 - 岡山県立岡山東商業高等学校に改称
- 1965年 - 野球部が第37回選抜高等学校野球大会優勝
- 1972年 - 野球部が第26回国民体育大会硬式野球優勝
- 1982年 - 第14回全国高等学校選抜速記競技大会団体優勝
- 1998年 - 創立100周年
- 2001年 - 放送部が第48回NHK杯全国高等学校放送コンテストラジオドキュメント部門優勝
- 2003年 - 珠算部が第50回記念全国高等学校珠算競技大会伝票算競技優勝
- 2006年 - 陸上競技部が2006日本ジュニア室内陸上競技大阪大会優勝（女子ジュニア走高跳）
- 2009年 - 珠算部が第56回全国高等学校珠算競技大会電卓部門伝票算競技優勝

### 校訓
「誠実・質素・勤勉」

### 校歌
- 作詞 吉田研一、作曲 大沢寿人によるもの。

#### トピック
生徒の制服のブラウスやワイシャツの袖口には「MDCCCXCVIII」という縫い取りがあるが、これは、創立年の1898をローマ数字であらわしたものである。

## 基礎データ

### 所在地
- 岡山県岡山市中区東山三丁目1番6号

### 交通アクセス
- JR岡山駅方面から
  - 岡山電気軌道東山本線に乗車、終点東山・おかでんミュージアム駅電停下車。徒歩5分
  - 岡電バス「新岡山港行」に乗車、「協立病院前（旧東高通り）」下車。徒歩5分

## 学校行事
- 入学式
- 1日遠足（３年）・球技大会（2年）
- 対倉敷商業定期戦
- インターンシップ（2年）
- 翠光祭
- 東商デパート
- 修学旅行
- 卒業式
- 定期演奏会（吹奏楽部）

## 日商簿記甲子園
- 日本商工会議所が2024年度から開催する第1回全国高等学校日商簿記選手権大会（日商簿記甲子園）（日商簿記検定施行70周年記念事業）の参加校である[4]。

## 部活動
運動部
- 野球部（硬式）
- ソフトテニス部
- 卓球部
- 柔道部
- 剣道部
- 柔道部
- バレーボール部
- 陸上競技部
- バスケットボール部
- ソフトボール部
- ボート部
- バドミントン部

文化部
- 演劇部
- 吹奏楽部
- 書道部
- 写真部
- 珠算部
- ワープロ部
- 文芸部
- 茶道部
- 華道部
- 美術部
- ESS部
- 新聞部

- 放送部
- 映画研究部
- コンピュータ部
- ダンス部
- 簿記部
- JRC同好会
- クッキング同好会
- ソーイング同好会

### 野球部
硬式野球部は1903年に創部。選手権（夏の甲子園）に11度、選抜（春の甲子園）に8度出場。1965年（昭和40年）の選抜では、向井正剛監督率いる平松政次をエースに全国制覇を達成している。
1991年まで11度、選手権に出場しており、岡山県勢で夏の出場はトップだった。しかし、関西や倉敷商が台頭したことにより、2021年に倉敷商に出場回数で並ばれた。

## 主な卒業生
- 秋山登 (元プロ野球選手、監督、解説者)
- 土井淳 (元プロ野球選手、監督、解説者)
- 中田庄次郎 (元プロ野球選手)
- 横溝桂 (元プロ野球選手、解説者)
- 野上浩郷 (元プロ野球選手、解説者)
- 石原碩夫 (元プロ野球選手、解説者)
- 平松政次 (元プロ野球選手、解説者)
- 奥江英幸 (元プロ野球選手、解説者)
- 岡義朗 (元プロ野球選手、解説者)
- ケネス・ハワード・ライト (元プロ野球選手)
- 守岡茂樹 (元プロ野球選手)
- 土居正史 (元プロ野球選手)
- 寒川浩司 (元プロ野球選手)
- 八木裕　(元プロ野球選手、解説者)
- 岡本圭治 (元プロ野球選手)
- 吉原孝介 (元プロ野球選手)
- 星野大地 (元プロ野球選手)
- 星野雄大 (元プロ野球選手)
- 八名信夫 （俳優、元プロ野球選手）
- 美木良介（俳優、野球部出身）
- 中野周平（蛙亭）
- 前田正之（赤磐市長）